# フェライト磁石

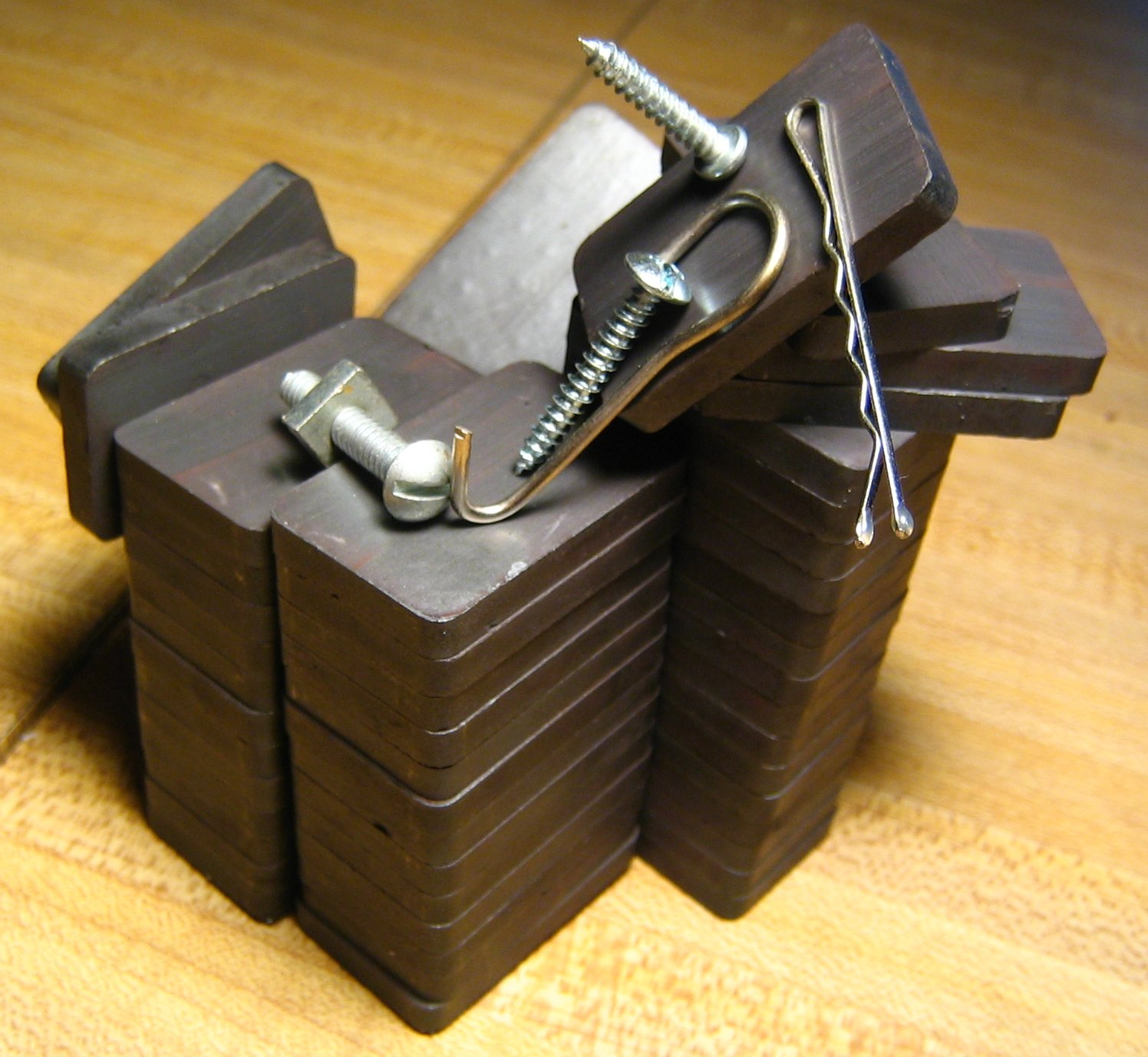
フェライト磁石

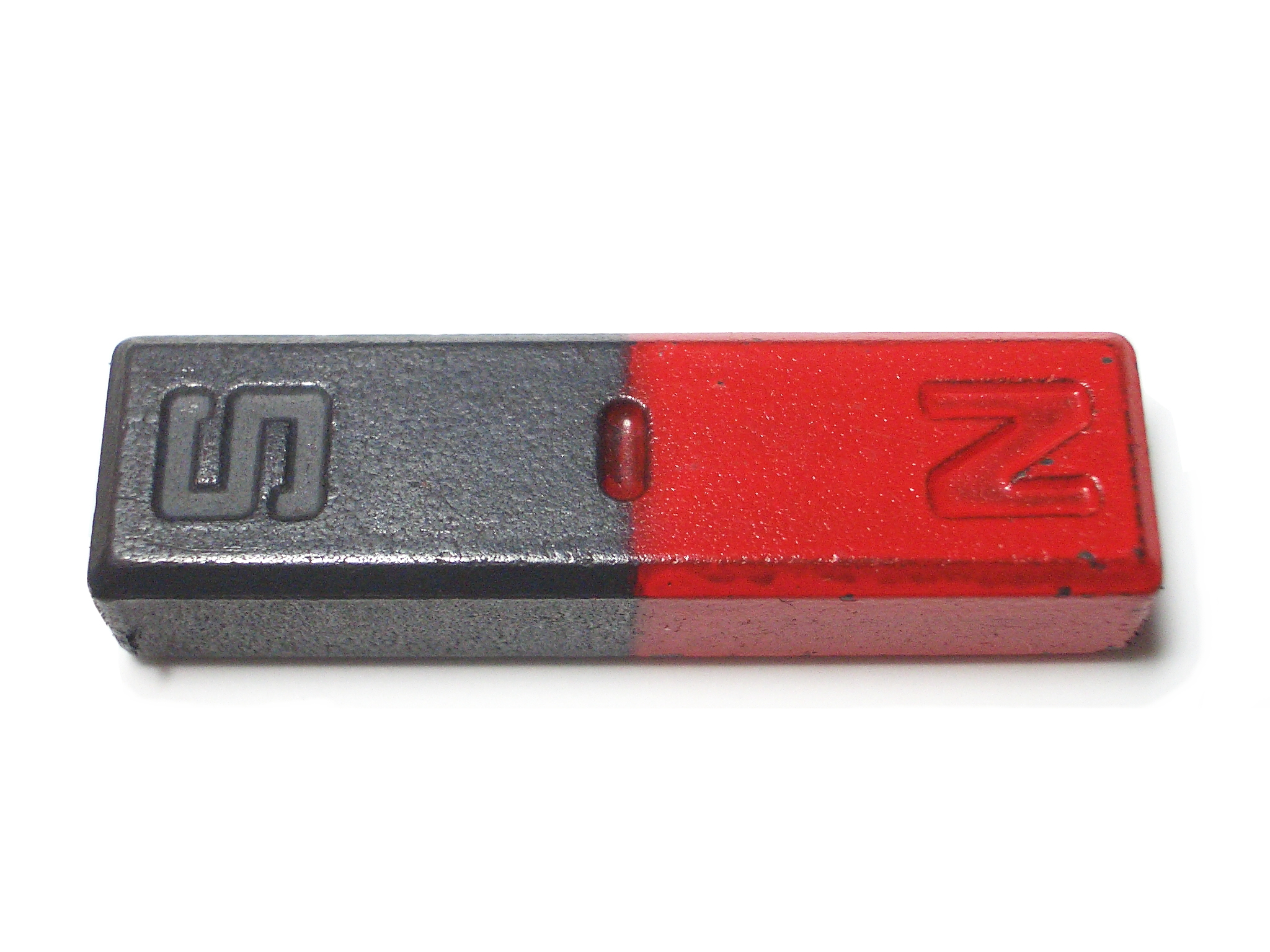
フェライト磁石の棒磁石

フェライト磁石（フェライトじしゃく、Ferrite magnet）は、フェライト磁性体による磁石である。特に強磁性のハード・フェライトが、一般にいう磁石の性質を持つ。軟磁性のソフト・フェライトは（軟磁性であるため）フェライトコアなどに使われる。

## 概要
酸化鉄を主原料にしてバリウムやストロンチウムなどを微量加えて焼き固めて作る化合物。焼き固めた後に1μmほどの粒子に粉砕したものを成型し焼結する窯業製品である。ハード・フェライトでは焼結後に電磁石によって着磁することで永久磁石とする。比較的強い磁性を持ちながら安価なため、様々な用途に用いられる。
近年は特性を向上させるために、ランタンやコバルトを加える物も製造されている。

## 種類
ハード・フェライト
硬磁性を示す強い磁性を持つ永久磁石であり、セラミック磁石とも呼ばれる。保磁力の違いで「等方性フェライト」と「異方性フェライト」に分けられる。異方性フェライトでは成形時に磁界中で加圧するので「容易磁化方向」が内部の結晶単位で揃う。
高い透磁率を持ち、セラミックスの磁石として知られる。残留磁束密度 (Br) は0.4-0.45テスラ、保磁力 (Hcj) は300 - 400kA/m（3,700 - 5,000エルステッド）。
ソフト・フェライト
軟磁性を示し、外部磁界が加わると磁石となるが、外部磁界が無くなると磁力を失い元の状態に戻るもの。

## 用途
ハード・フェライト
安価でそれほど強力な磁力が求められないあらゆる用途で使用されている。通常のモーター用の磁石として最も一般的であり、特殊なものとしては、フェライトの粉をゴムやプラスチックに混ぜて固めた柔軟性のあるボンド磁石では、容易に切断することが可能なのが特徴。複写機やレーザープリンターにはボンド磁石製のトナードラムが使われている。粉末をテープに吸着させて磁気テープとして記憶媒体に使用されたが、ハードディスクドライブ (HDD) の記録面での利用が増えている。スピーカーに使用される磁石は一部を除き、大部分がフェライト磁石である。
ピップエレキバン（ピップエレキバンEXは除く）で使用されている磁石もフェライト磁石である。
ソフト・フェライト
ソフト・フェライトは、コイルや変圧器、磁気ヘッドなどの電子部品の磁心や、コピートナーに使用されている。

## 歴史
1930年に日本の東京工業大学の加藤与五郎と武井武によってフェライトが発明されたことがきっかけで誕生し、1937年に日本の東京電気化学工業によって工業化された。
一時期フェライト磁石の磁気特性はピークに達したように思われていたが、1990年後半、SrLaCoフェライト磁石の出現により、開発熱が再燃した。その後、CaLaCoフェライト磁石が開発され、特性がBr=0.45 - 0.47テスラ、Hcj=300 - 450kA/mまで向上してきている。近年では、そのフェライト磁石をEV向けモーターとして活用する動きが活発になってきている。

## ハード・フェライトの属性
- 保磁力が高く減磁しにくい。
- 低温で減磁しやすい[4]。
- 電気抵抗が大きく渦電流損が低く、高周波まで適用できる。
- 硬度は比較的に高いが割れやすい。
- 磁器なので薬品に強く、錆びない。
- 焼く前は粉末のため自由な形にできる。
- キュリー点は約460°C

## ハード・フェライトの製造
- 原料
  - 鉄の圧延工程での錆び落とし時に出る塩酸洗浄液中の酸化鉄
  - 炭酸バリウム (BaCO3) または炭酸ストロンチウム (SrCO3)
- 工程
  1. ボールミル中でスチールボールと共に上記の原料を回転させて、粉砕・混合する
  2. 1,300°C程の回転釜に連続的に投入・取り出しを行い、10時間程の「仮焼」を行なう
  3. 水とスチールボールと共にミキサータンクで「粉砕」を行なう
  4. 乾燥後、粘結剤・潤滑剤を加えて混合する
  5. 「成形」
    - 「等方性フェライト」の製造：プレス機によって、1 〜 2t/cm2程度の圧力で求める形状に押し固める
    - 「異方性フェライト」の製造：磁場中でプレス機によって求める形状に押し固める

  6. 25 〜 26時間、1,000°C前後で「焼成」する
  7. 必要なら切削加工などの形状の整形を行なう
  8. 0.002秒程度の強い磁力のパルスで「着磁」する[1]。